# Dagbani
Dagbani ist die Sprache der Dagomba in Ghana, die von ca. 800.000 (2004 SIL) Einwohnern gesprochen wird. 
Diese leben vor allem nordöstlich um Tamale bis zum Verbreitungsgebiet von Yendi. Dagbani ist auch eine Handelssprache.
Alternative Namen sind Dagbane, Dagomba und Dagbamba. Ein Dialekt von Dagbani ist Nanuni (Nanumba). Es besteht zu 95 % Übereinstimmung mit Mampruli, zu 90 % mit Talni und zu 89 % mit Kusaal. 

## Publikationen
Olawsky, Knut J. (1999). Aspects of Dagbani Grammar: With Special Emphasis on Phonology and Morphology. LINCOM Europa. ISBN 978-3-89586-638-8.